# Đại học Helsinki
Trường Đại học Helsinki (tiếng Phần Lan: Helsingin yliopisto, tiếng Thụy Điển: Helsingfors universitet, tiếng Latin: Universitatis Helsingiensis) là một trường đại học nằm ở Helsinki, Phần Lan kể từ năm 1829, nhưng được thành lập tại thành phố Turku năm 1640 với tên gọi Học viện Hoàng gia của Turku, vào lúc đó thời gian thuộc một phần của Đế quốc Thụy Điển. Đây là trường đại học lâu đời nhất và lớn nhất ở Phần Lan với phạm vi các ngành rộng nhất. Khoảng 35.000 học sinh (mặc dù nhiều người phải full-time trong ý nghĩa thông thường) hiện đang theo học tại 11 11 khoa và 11 viện nghiên cứu.
Tại thời điểm ngày 01 tháng 8 năm 2005, trường đại học đáp ứng theo các tiêu chuẩn của toàn châu Âu theo Quy trình Bologna giáo dục các bậc Cử nhân, Thạc sĩ, Licenciate, và Tiến sĩ.
Trường tuyển sinh bằng các kỳ thi tuyển sinh đối với chương trình bằng cử nhân, và bằng kết quả học trước đối với trường hợp đào tạo sau đại học, chỉ có khoảng 15% trúng tuyển.
Trường đại học này dạy song ngữ, chương trình giảng dạy được cung cấp cả hai trong tiếng Phần Lan và Thụy Điển. Việc giảng dạy bằng tiếng Anh được thực hiện rộng rãi ở các trình độ cao học và tiến sĩ.

## Sinh viên nổi tiếng
- Lars Ahlfors (1907-1996), nhà toán học, một trong hai đầu tiên được trao giải huy chương Fields năm 1936
- Anders Chydenius (1729-1803), linh mục, nhà kinh tế, chính trị gia
- Anders Donner (1854-1938), nhà thiên văn học
- Elin Kallio (1859-1927), được coi là người sáng lập của phong trào thể dục của phụ nữ ở Phần Lan.
- Ragnar Granit (1900-1991) người đoạt giải Nobel (giải Nobel Sinh lý và Y khoa, 1967)
- Hugo Gyldén (1841-1896), nhà thiên văn học
- Tarja Halonen, luật sư (LL.M.), Tổng thống Phần Lan, từ năm 2000.
- Pekka Himanen (sinh 1973), nhà triết học.
- Jaakko Hintikka, nhà triết học, nhà logic học
- Bengt R. Holmström, kinh tế
- Jukka Jernvall, (sinh 1963), nhà sinh vật học tiến hóa phát triển
- Kari Karhunen, nhà toán học
- Urho Kekkonen Kaleva, Tổng thống Phần Lan
- Björn Kurtén (1924-1988), cổ sinh vật học
- Werner Krieglstein, nhà triết học, tác giả, và diễn viên
- Jarl Lindeberg (1876-1932), nhà toán học
- Ernst Lindelöf (1870-1946), nhà toán học
- Elias Lönnrot (1802-1884), bộ thu của Kalevala
- Rolf Nevanlinna (1895-1980), nhà toán học
- Adolf Erik Nordenskiold (1832-1901), nhà địa chất học, thám hiểm Bắc Cực
- Gustaf Nordenskiold (1868-1895), nhà tài trợ của [[Mesa Verde National Park Gustaf Nordenski.C3.B6ld| Mesa Verde] hiện vật] vào Bảo tàng quốc gia của Phần Lan
- Jorma Ollila (sinh 1950), Chủ tịch Nokia và Royal Shell Hà Lan (M.Pol.Sci.)
- Juho Kusti Paasikivi, Tổng thống Phần Lan
- Lauri Kristian Relander, Tổng thống Phần Lan
- Risto Ryti, Tổng thống Phần Lan
- Esa Saarinen (sinh 1953), nhà triết học
- Jean Sibelius (1865-1957), nhà soạn nhạc, nghiên cứu tại Khoa Luật
- Frans Emil Sillanpää (1888-1964), người đoạt giải Nobel (Văn học, 1939)
- Kaarlo Juho Ståhlberg, Tổng thống Phần Lan đầu tiên
- Karl Fritiof Sundman (1873-1949), nhà thiên văn học
- Pehr Evind Svinhufvud, Tổng thống Phần Lan
- Zacharias Topelius (1818-1898), nhà văn, nhà sử học
- Linus Torvalds, (sinh 1969), kĩ sư phần mềm và phát triển của Linux
- Artturi Ilmari Virtanen (1895-1973), người đoạt giải Nobel (Hóa học, 1945)
- Jussi V. Koivisto, kinh tế và giáo dục (MA)
- Bror-Erik Wallenius (sinh 1943), bình luận thể thao
- Mika Waltari (1908-1979), tiểu thuyết gia
- Georg von Henrik Wright (1916-2003), nhà triết học, Chủ tịch Viện Hàn lâm Phần Lan